# جالجانیانو
جالجانیانو (به ایتالیایی: Galgagnano) یک کومونه در ایتالیا است که در استان لودی واقع شده‌است.

## خصوصیات
جالجانیانو ۶٫۰ کیلومترمربع مساحت و ۱٬۲۲۰ نفر جمعیت دارد و ۸۶ متر بالاتر از سطح دریا واقع شده‌است.